# Елізабет Тауншип (округ Аллегені, Пенсільванія)
Елізабет Тауншип (англ. Elizabeth Township) — селище (англ. township) в США, в окрузі Аллегені штату Пенсільванія. Населення — 12 982 особи (2020).

## Демографія
Згідно з переписом 2010 року, у селищі мешкала 13 271 особа в 5578 домогосподарствах у складі 3910 родин. Було 5948 помешкань
Расовий склад населення:
| - 97,1 % — білих - 1,5 % — чорних або афроамериканців - 0,3 % — азіатів - 0,1 % — корінних американців |

До двох чи більше рас належало 0,8 %. Частка іспаномовних становила 0,6 % від усіх жителів.
За віковим діапазоном населення розподілялося таким чином: 19,0 % — особи молодші 18 років, 60,8 % — особи у віці 18—64 років, 20,2 % — особи у віці 65 років та старші. Медіана віку мешканця становила 46,8 року. На 100 осіб жіночої статі у селищі припадало 93,7 чоловіків;  на 100 жінок у віці від 18 років та старших — 92,0 чоловіків також старших 18 років.
Середній дохід на одне домашнє господарство  становив 70 014 долари США (медіана — 59 795), а середній дохід на одну сім'ю — 83 964 долари (медіана — 75 860). Медіана доходів становила 56 910 доларів для чоловіків та 39 632 долари для жінок. За межею бідності перебувало 8,0 % осіб, у тому числі 10,6 % дітей у віці до 18 років та 7,0 % осіб у віці 65 років та старших.
Цивільне працевлаштоване населення становило 6238 осіб. Основні галузі зайнятості: освіта, охорона здоров'я та соціальна допомога — 25,8 %, виробництво — 13,7 %, науковці, спеціалісти, менеджери — 11,2 %, роздрібна торгівля — 10,6 %.